# Campeonato de China de ajedrez
El Campeonato de China de ajedrez es una competición para definir al mejor jugador de este deporte en China. Se viene celebrando desde 1957, a última edición del 2006 fue ganada por Ni Hua.
Desde 1979 se celebra también en categoría femenina.

## Tabla del Campeonato de China individual absoluto[1]
| Edición | Año  | Sede      | Campeón         |
| ------- | ---- | --------- | --------------- |
| I       | 1957 | Shanghai  | Zhang Fujiang   |
| II      | 1958 | Guangzhov | Xu Jialiang     |
| III     | 1959 | Beijing   | Deng Wenxiang   |
| IV      | 1960 | Beijing   | Xu Tianli       |
| V       | 1962 | Hefei     | Xu Tianli       |
| VI      | 1964 | Hangzhou  | Jian Mingji     |
| VII     | 1965 | Yinchuan  | Huang Xinzhai   |
| VIII    | 1966 | Zhengzhou | Zhang Donglu    |
| IX      | 1974 | Chengdu   | Chen De         |
| X       | 1975 | Beijing   | Qi Jingxuan     |
| XI      | 1977 | Taiyuan   | Chen De         |
| XII     | 1978 | Zhengzhou | Qi Jingxuan     |
| XIII    | 1979 | Beijing   | Li Zunian       |
| XIV     | 1980 | Leshan    | Liu Wenzhe      |
| XV      | 1981 | Wenzhou   | Ye Jiangchuan   |
| XVI     | 1982 | Chengou   | Liu Wenzhe      |
| XVII    | 1983 | Kunming   | Xu Jun          |
| XVIII   | 1984 | Guangzhou | Ye Jiangchuan   |
| XIX     | 1985 | nanjing   | Xu Jun          |
| XX      | 1986 |           | Ye Jiangchuan   |
| XXI     | 1987 |           | Ye Jiangchuan   |
| XXII    | 1988 |           | Wang Zili       |
| XXIII   | 1989 |           | Ye Jiangchuan   |
| XXIV    | 1990 |           | Ye Rongguang    |
| XXV     | 1991 |           | Lin Weiguo      |
| XXVI    | 1992 |           | Lin Weiguo      |
| XXVII   | 1993 |           | Tong Yuanming   |
| XXVIII  | 1994 |           | Ye Jiangchuan   |
| XXIX    | 1995 |           | Liang Jinrong   |
| XXX     | 1996 |           | Ye Jiangchuan   |
| XXXI    | 1997 |           | Lin Weiguo      |
| XXXII   | 1998 |           | Peng Xiaomin    |
| XXXIII  | 1999 |           | Wang Zili       |
| XXXIV   | 2000 |           | Liang Jinrong   |
| XXXV    | 2001 |           | Zhang Zhong     |
| XXXVI   | 2002 |           | Zhang Pengxiang |
| XXXVII  | 2003 |           | Zhang Zhong     |
| XXXVIII | 2004 |           | Bu Xiangzhi     |
| XXXIX   | 2005 |           | Wang Yue        |
| XL      | 2006 |           | Ni Hua          |
| XLI     | 2007 |           | Ni Hua          |
| XLII    | 2008 |           | Ni Hua          |
| XLIII   | 2009 |           | Ding Liren      |
| XLIV    | 2010 |           | Wang Hao        |
| XLV     | 2011 |           | Ding Liren      |
| XLVI    | 2012 |           | Ding Liren      |
| XLVII   | 2013 |           | Wang Yue        |
| XLVIII  | 2014 |           | Yu Yangyi       |
| XLIX    | 2015 |           | Wei Yi          |
| LIII    | 2016 |           | Wei Yi          |
| LIV     | 2017 |           | Wei Yi          |
| L       | 2018 |           | Wen Yang        |
| LI      | 2019 |           | Lu Shanglei     |
| LII     | 2020 |           | Yu Yangyi       |
| LIII    | 2021 |           | Yu Yangyi       |
| LIV     | 2022 |           | Dai Changren    |
| LV      | 2023 |           | Li Di           |
| LVI     | 2024 |           | Wang Yue        |

## Tabla del Campeonato de China individual femenino[2]
| Edición | Año     | Sede | Campeona      |
| ------- | ------- | ---- | ------------- |
| I       | 1979    |      | Liu Shilan    |
| II      | 1979(2) |      | Liu Shilan    |
| III     | 1980    |      | Liu Shilan    |
| IV      | 1980(2) |      | Liu Shilan    |
| V       | 1981    |      | Liu Shilan    |
| VI      | 1982    |      | Zhao Lan      |
| VII     | 1983    |      | Liu Shilan    |
| VIII    | 1984    |      | Liu Shilan    |
| IX      | 1985    |      | Liu Shilan    |
| X       | 1986    |      | Liu Shilan    |
| XI      | 1987    |      | Peng Zhaoqin  |
| XII     | 1988    |      | Qin Kanying   |
| XIII    | 1989    |      | Xie Jun       |
| XIV     | 1990    |      | Peng Zhaoqin  |
| XV      | 1991    |      | Qin Kanying   |
| XVI     | 1992    |      | Zhu Chen      |
| XVII    | 1993    |      | Peng Zhaoqin  |
| XVIII   | 1994    |      | Zhu Chen      |
| XIX     | 1995    |      | Qin Kanying   |
| XX      | 1996    |      | Zhu Chen      |
| XXI     | 1997    |      | Wang Lei      |
| XXII    | 1998    |      | Wang Lei      |
| XXIII   | 1999    |      | Qin Kanying   |
| XXIV    | 2000    |      | Wang Lei      |
| XXV     | 2001    |      | Wang Lei      |
| XXVI    | 2002    |      | Wang Pin      |
| XXVII   | 2003    |      | Xu Yuanyuan   |
| XXVIII  | 2004    |      | Qin Kanying   |
| XXIX    | 2005    |      | Wang Yu       |
| XXX     | 2006    |      | Li Ruofan     |
| XXXI    | 2007    |      | Hou Yifan     |
| XXXII   | 2008    |      | Hou Yifan     |
| XXXIII  | 2009    |      | Shen Yang     |
| XXXIV   | 2010    |      | Ju Wenjun     |
| XXXV    | 2011    |      | Zhang Xiaowen |
| XXXVI   | 2012    |      | Huang Qian    |
| XXXVII  | 2013    |      | Ding Yixin    |
| XXXVIII | 2014    |      | Ju Wenjun     |
| XXXIX   | 2015    |      | Tan Zhongyi   |
| XL      | 2016    |      | Guo Qi        |
| XLI     | 2017    |      | Lei Tingjie   |
| XLII    | 2018    |      | Mo Zhai       |
| XLIII   | 2019    |      | Zhu Jiner     |
| XLIV    | 2020    |      | Tan Zhongyi   |
| XLV     | 2021    |      | Tan Zhongyi   |
| XLVI    | 2022    |      | Tan Zhongyi   |
| XLVII   | 2023    |      | Guo Qi        |
| XLVIII  | 2024    |      | Lu Miaoyi     |